# Rue de Lecat
La rue de Lecat est une voie publique de la commune de Rouen.

## Situation et accès
La rue de Lecat est située à Rouen. Les voies qui la joignent lui sont perpendiculaires — à l'exception de la rue du Lieu-de-Santé —, il s'agit de la rue Dugay-Trouin, Flahaut, de le Nostre, du Contrat-Social, Gustave-Flaubert et Stanislas-Girardin.

## Origine du nom
Elle porte le nom de Claude-Nicolas de Lecat (1700-1768), chirurgien de l'Hôtel-Dieu de Rouen.

## Historique
La rue est ouverte en 1784. À la suite d'une délibération du conseil municipal de Rouen du 26 juin 1823, la rue est prolongée jusqu'à la rue du Renard.